# Doyle Wolfgang von Frankenstein
Paul Caiafa (Lodi, Nueva Jersey, 15 de septiembre de 1964), más conocido como Doyle Wolfgang von Frankenstein o simplemente Doyle, es un músico estadounidense. 
Es el guitarrista de la banda de horror punk Misfits y su banda de heavy metal Doyle. Es reconocido por su musculatura, presencia escénica y su estilo agresivo para tocar la guitarra.

## Biografía

### Primeros años
Criado en Lodi, Nueva Jersey, se inscribió en la escuela secundaria de Lodi dos años después de la graduación de su hermano mayor Jerry Only. Jugó en el equipo de fútbol americano de su escuela cuatro años, hasta que se graduó en 1982.

### Carrera musical

#### 1980-1983: guitarrista de Misfits (era Glenn Danzig)
Doyle, el hermano menor del bajista de Misfits, Jerry Only, fue originalmente un roadie de la banda. El vocalista principal Glenn Danzig y Jerry le enseñaron a tocar la guitarra. Se unió a Misfits en octubre de 1980 a la edad de 16 años. Doyle fue el tercer guitarrista de la banda, reemplazando a Bobby Steele después de que Steele no se presentó a una sesión de grabación. Jerry y Doyle financiaron la banda trabajando en el taller de maquinaria de su padre.
Al igual que Glenn y Jerry, Doyle incorporó el devilock en su imagen.

#### 1987–1989: Kryst The Conqueror
En 1987, cuatro años después de la disolución de Misfits, Doyle y Jerry formaron la banda de metal Kryst The Conqueror con el baterista The Murp. Algunas canciones del álbum fueron lanzadas por el sello discográfico de Jerry Only, "Cyclopian Music", como un EP, y contó con el guitarrista invitado Dave Sabo de la banda Skid Row.

#### 1995-2000: guitarrista de Misfits
En 1995, Jerry Only resolvió una batalla legal fuera de los tribunales con el cofundador Glenn Danzig, permitiendo a Only los derechos sobre el nombre de la banda a nivel de interpretación.
Doyle y Jerry reformaron los Misfits en 1995, con Jerry actuando como figura principal de la banda, con Michale Graves como vocalista y Dr. Chud como baterista. El grupo lanzó dos exitosos álbumes completos con material nuevo.

#### Década de 2000: gira con Danzig y Gorgeous Frankenstein
En 2005, Doyle dejó Nueva Jersey para ir a Las Vegas y comenzar a audicionar miembros para su propia banda, Gorgeous Frankenstein.
El mismo año, apareció en el escenario con Danzig en numerosas ocasiones durante la gira "Blackest of the Black". Se volverían a encontrar en 2007, cuando Gorgeous Frankenstein realizó su primera gira, como telonero de Danzig. Esta alineación incluía a Argyle Goolsby de Blitzkid, Dr. Chud y Gorgeous George. Desde entonces, Doyle se ha unido a Danzig en varias ocasiones para tocar canciones clásicas de Misfits en vivo.
Durante el último trimestre de 2011, Glenn Danzig y Doyle interpretaron canciones de Misfits en cuatro ocasiones como parte de la gira "Danzig Legacy". El primero de los cuatro espectáculos, que tuvo lugar el 7 de octubre en Chicago como uno de los actos principales del Riot Fest, contó con entradas agotadas de más de 5.000 personas. El último espectáculo del "Danzig Legacy" tuvo lugar en Halloween en el Anfiteatro Gibson de Los Ángeles con una multitud de más de 7.000 personas. En 2012, "Danzig and Doyle" encabezaron varios festivales en todo el mundo e hicieron más de 70 espectáculos juntos. Danzig tocaría su set antes de que Doyle se uniera a él en el escenario para interpretar una serie de canciones de Misfits.

#### 2010 - actualidad: Doyle y The Original Misfits
En el año 2013 formó su propia banda llamada "Doyle". La banda cuenta con Alex Story de Cancerslug en la voz, Dr. Chud de Misfits de la segunda era en la batería y "Left Hand" Graham en el bajo.
El álbum debut, Abominator, fue lanzado digitalmente a través de INgrooves/Fontana Distribution el 30 de julio de 2013, a través de iTunes, Google Play y otros servicios de transmisión como Deezer. El álbum fue producido y lanzado de forma independiente por Monsterman Records de Doyle. El lanzamiento oficial del CD fue en octubre de 2013 en tiendas como Best Buy. Hay una "copia anticipada" que se vendió en los espectáculos del "Legacy Tour" de Danzig, así como en el sitio web oficial de Doyle. A este avance prelanzado le falta una pista número 13, lanzada en el corte final, titulada "Drawing Down The Moon".
En mayo de 2014, Doyle anunció que se asociaría con Alan Robert, bajista de Life of Agony, para una edición especial de Halloween de 2014 de la galardonada serie de cómics Killogy de Robert. Robert dijo que esta era una continuación de su serie de cómics original de Killogy, pero el problema girará en torno al personaje de Doyle. El número será publicado por IDW Publishing.
Doyle inició el "Abominator Tour" de 2015 en marzo, saliendo de gira como telonero de Mushroomhead hasta abril, y las fechas como cabeza de cartel continuaron hasta mayo. Dr. Chud dejó la banda poco antes de la primera gira de la banda, "Annihilate America", en 2014, y fue reemplazado por Anthony "Tiny" Biuso a mitad de la gira de 2015. Poco después, "Tiny" declaró que ya no tocaría con la banda y no continuaría con el resto de la gira. Inmediatamente se encontró un reemplazo: Brandon Pertzborn, el último baterista de gira de Black Flag. "Left Hand" Graham fue reemplazado para la gira de 2015 y la banda presentó a DieTrich Thrall en el bajo.
El 12 de mayo de 2016, se anunció que Glenn Danzig, Jerry Only y Doyle actuarían juntos como "The Original Misfits" por primera vez en 33 años. Se reunieron para dos shows como cabezas de cartel en septiembre de 2016 en el Riot Fest en Chicago y Denver. Durante el 2023, tocaron en varias ciudades de EE. UU. El 17 de mayo de 2024, "The Original Misfits" se presentaron en el festival de música y arte "Sonic Temple" celebrado en el Historic Crew Stadium de la ciudad de Columbus, Ohio. El 12 y 19 de abril de 2025, se presentarán en el Festival Coachella.

#### Estilo y equipo
El estilo de tocar la guitarra de Doyle se compone principalmente con el denominado downpicking y acordes de quinta, con nulos solos de guitarra ni uso de guitarra acústica. Admite tener una habilidad limitada y cree que las "grandes canciones" son más importantes que la habilidad instrumental para lograr el éxito profesional.
Al principio de su carrera, Doyle utilizó una guitarra Ibanez Iceman. Sin embargo, después de experimentar con guitarras en Kryst the Conqueror, Doyle desarrolló su guitarra "Annihilator" hecha a medida utilizando su experiencia como maquinista para diseñar y construir la guitarra él mismo. La forma del murciélago se inspiró en su amor por Batman. Estas guitarras tienen un diseño de mástil con cuerpo de grafito y están cargadas con una pastilla Seymour Duncan Invader y con cuerdas Dean Markley. La guitarra se fabricó sin tornillos externos en el cuerpo, ya que las guitarras con tornillos externos rayaban y cortaban su piel cuando tocaba sin camisa.
En la década de 2000, Doyle colaboró con October Guitars (ahora escrito "Oktober") para recrear el "Annihilator" con una pastilla exclusiva. A pesar de esto, Doyle todavía usa su propia Annihilator porque Oktober no pudo hacerlos exactamente de la manera que quería. En febrero de 2022, colaboró con Dean Guitars en una guitarra Annihilator exclusiva que vendrá cargada con su pastilla Sheptone exclusiva. La guitarra viene con las mismas especificaciones que la original, pero con marcadores de traste personalizados que muestran notas musicales en lugar de los tradicionales puntos blancos. Su precio es de 9.999 dólares estadounidenses.
Desde mediados de la década de 1990, ha utilizado un preamplificador de rack Demeter TGP-3 que alimenta un cabezal de bajo Ampeg SVT. Sus gabinetes de parlantes son de diseño propio y tienen parlantes Celestion. Su pedalera tiene un TC Electronic Chorus/Flanger, un MXR Micro Flanger, un pedal Digitech Whammy IV, un Morley Bad Horsie 2 wah, un Ampeg Scrambler, un delay Vox Time Machine. En su rack de amplificador, hay un ISP Decimator y un sistema inalámbrico Digitech Valve Distortion, además de Line 6 G50.

### Vida personal
Doyle se casó con la valet de la WWE Stephanie Bellars en 2001. La pareja tiene una hija, Boriss, nacida el 17 de agosto de 2002. La pareja se divorció en 2013. Tiene tres hijos de relaciones anteriores. Su hijo Richard pertenece a la Armada de los Estados Unidos y Louis es un artista del tatuaje.
Desde 2013, Doyle ha estado en una relación con Alissa White-Gluz, vocalista de la banda sueca Arch Enemy. La pareja es vegana. Doyle sigue un estilo de vida straight edge y se ha considerado fanático del chocolate. Practica el entrenamiento con pesas desde la adolescencia y lanzó su propia línea de proteína para fisicoculturismo, además de una salsa picante, ambos productos veganos. Ha citado a Black Sabbath, Pantera, Judas Priest y Slipknot como sus bandas predilectas a escuchar durante su entrenamiento en el gimnasio. Es seguidor de los New York Giants de la NFL.

## Discografía con The Misfits (original)
- 3 Hits From Hell (1981) - EP
- Halloween (1981) - sencillo
- Walk Among Us (1982) - álbum
- Evilive (1982) - EP en vivo
- Earth A.D./Wolfs Blood (1983) - álbum
- Die, Die My Darling (1984) - sencillo

## Discografía con Kryst the Conqueror
- Deliver Us From Evil - EP

## Discografía con The Misfits (resurrected)
- American Psycho (1997) - álbum
- Dig Up Her Bones (1997) - sencillo
- Evillive II (1998) - álbum en vivo
- Famous Monsters (1999) - álbum
- Cuts From the Crypt (2001) - álbum
- Monster Mash (1999) - sencillo

## Discografía con Gorgeous Frankenstein
- "Gorgeous Frankenstein" (2007) - álbum

## Discografía con DOYLE
- "Abominator" (2013) - Álbum
- "As we die"  (2017) - Álbum